# Anathallis caudatipetala
Anathallis caudatipetala är en orkidéart som först beskrevs av Charles Schweinfurth, och fick sitt nu gällande namn av Carlyle August Luer. Anathallis caudatipetala ingår i släktet Anathallis och familjen orkidéer. Inga underarter finns listade i Catalogue of Life.